# Universidade Nacional de Defesa

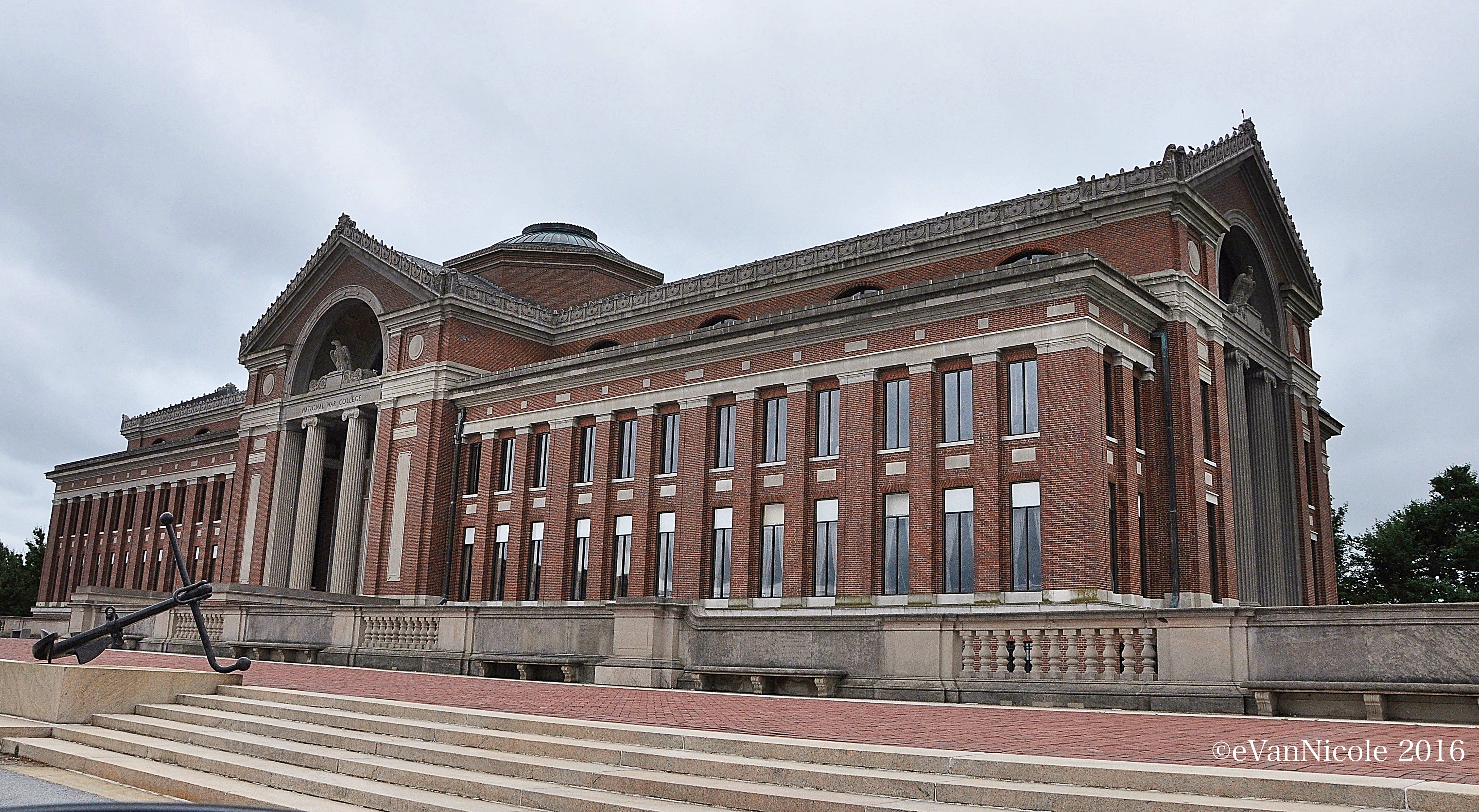
Faculdade Nacional de Guerra em 2014.

A Universidade Nacional de Defesa (em inglês, NDU) é uma instituição de ensino superior financiada pelo Departamento de Defesa dos Estados Unidos.
É destinada a facilitar a educação de alto nível, treinamento e desenvolvimento profissional de líderes de segurança nacional. Como Atividade Controlada do Presidente, a NDU opera sob a orientação do Presidente do Estado-Maior Conjunto (CJCS), com o Tenente-General Michael T. Plehn, USAF, como presidente. 
A universidade está localizada em Forte Lesley J. McNair, quase no coração de Washington, D.C., perto da Casa Branca e do Congresso dos EUA.

## Publicação de boletins de guerra
A universidade, centro de inteligência, publica vários relatórios periódicos sobre eventos relevantes, como:
- a situação da Federação Russa;[1][2]
- a República Popular da China;[3][4][5]
- e a capacidade de resposta americana à potencial invasão de Taiwan depois da invasão da Ucrânia.[6][7]
- a ajuda bélica americana à Ucrânia.[8]

## Ranking de educação
Está entre as 100 melhores do mundo na ciência militar.